# Astragalus purpurinus
Astragalus purpurinus là một loài thực vật có hoa trong họ Đậu. Loài này được (Y.C. Ho) Podl. & L.R. Xu mô tả khoa học đầu tiên năm 2004.